# René Sibu
René Sibu Matubuka  est un homme politique de la république démocratique du Congo qui y a occupé divers postes officiels dont celui de vice-ministre de la Défense sous la présidence de la République de Joseph Kabila.

## Biographie
Il est originaire de la province du Bas-Congo (aujourd'hui Kongo Central).

## Études
Il est licencié en droit de l'université de Kinshasa (UNIKIN).

## Carrière professionnelle
Il est d'abord assistant à l'UNIKIN de 1991 à 1998.

## Carrière politique
Avant d'être nommé vice-ministre de la Défense, il est plusieurs fois conseiller aux ministères du Budget et des Finances et de la presse et de la communication en responsabilité du dialogue inter-congolais de Sun City en Afrique du Sud comme expert du Gouvernement ; député national affecté aux comptes du parti ACL / PT
.

## Vice-ministre
Le 7 décembre 2014, il est nommé par le président Joseph Kabila au poste de vice-ministre de la Défense nationale au sein du deuxième gouvernement du Premier ministre Augustin Matata Ponyo,.
En tant que tel, René Sibu est à Nairobi au Kenya pour assister à la réunion des ministres de la Défense lors de la Conférence internationale sur la région des Grands Lacs (CIRGL) du 20 au 23 juillet 2016.